# 26 до н. е.

## Події

### Римська імперія
- Гай Юлій Цезар Октавіан Август (увосьме) і Тіт Статілій Тавр (вдруге) обираються консулами.
- Римляни заснували місто Юліобріга як майданчик для підкорення всієї Кантабрії, яке після завоювання регіону стало його столицею[1].
- Військова експедиція, споряджена Октавіаном Августом до Ємену, закінчується безрезультатно[2].

## Померли
- Гай Корнелій Галл — давньоримський політичний та військовий діяч, Префект Єгипту з 30 до 26 року до н. е., поет, майстер елегії.